# Кобилинська Марина Іванівна

Марина Кобилинська

Кобилинська (Соботюк) Марина Іванівна (21 вересня 1989, Овруччина, Житомирська область, Україна) —  дослідниця традицій  та культурної спадщини України , громадська діячка , молодіжна лідерка, комунікаційний менеджер із 15-річним досвідом роботи в урядових комунікаціях та громадських проєктах , географ, аналітикиня консолідованої інформації у сфері міжнародних відносин. Менеджерка та керівник проєкту  подання “Традицій Щедрого вечора в Україні”  та “Культури приготування українського борщу”  до нематеріальної культурної спадщини ЮНЕСКО , голова Молодіжної ради при МЗС України , співзасновниця ГО «Інститут культури України» . Радниця міністра молоді та спорту України.

## Життєпис
Народилася 21 вересня 1989 року на Овруччині, Житомирська область. Марина Кобилинська зростала серед лісу. Батько був лісничим, мати - психологом у школі. Марина знаходила натхнення у навколишній природі. У сім'ї  глибоко шанували та плекали українські традиції та прищеплювали дітям любов до всього українського. Усе це суттєво вплинуло на світогляд та життєвий шлях майбутньої дослідниці.
Після закінчення середньої школи Марина Кобилинська вступила до Київського національного університету ім. Тараса Шевченка, де здобула вищу освіту за спеціальністю «землевпорядкування та кадастр» у 2012 році. Проте, маючи відкриту особистість, її душа тяжіла до суспільства, взаємодії з широкою громадськістю і донесення позитивних речей до людей. Тож у 2017 році Марина здобуває другу освіту за спеціальністю «міжнародна комунікація» в КНУ ім. Тараса Шевченка. У 2017 році – пройшла підвищення кваліфікації у сфері зовнішніх відносин з дипломатичного протоколу та етикету Дипломатичної академії України при МЗС. У 2018 році на запрошення Уряду Японії пройшла навчання за урядовою  програмою «MIRAI» в Японії після успішного супроводу Року Японії в Україні в якості комунікаційного менеджера .

## Професійний шлях
- 2012 - 2015 — спеціаліст, згодом завідувач сектору зв'язків зі ЗМІ, громадськістю та міжнародної діяльності Державної інспекції сільського господарства України.
- 2015 - 2018 – головний спеціаліст, згодом завідувач Сектору медійних комунікацій та взаємодії із засобами масової інформації Міністерства інформаційної політики України [11].
- З квітня 2018 року – радник Міністра з питань міжнародної комунікації [12].
- Жовтень 2020 - грудень 2020 — радник Президента Торгово-промислової палати з питань стратегічних комунікацій.
- Лютий 2021 - червень 2024 — радник з медіакомунікацій в Держспецзв’язку України.
- З червня 2024 року — провідний експерт управління міжнародних відносин та комунікацій ДУ «Офіс із залучення та підтримки інвестицій» [13].
- З вересня 2024 року — викладач кафедри міжнародних медіакомунікацій та комунікативних технологій ННІ міжнародних відносин КНУ імені Тараса Шевченка [14].
- З 2025 року — радник Міністра молоді та спорту України.

## Громадська діяльність
Ініціаторка створення першої студентської ради при Міністерстві інформаційної політики України.
З березня 2023 року — ініціатор створення співголова Молодіжної ради при Міністерстві закордонних справ України. 
З 2024 року — голова Молодіжної ради при Міністерстві закордонних справ України.
Організатор близько 45 званих вечер з популяризації українського борщу у світі, 18 країн світу (включаючи Японію, Австралію, Канаду)

## Проєкти:

##### Проєкти з популяризації української мови
Марина Кобилинська вела проєкт популяризації української мови на території України, зокрема, була менеджером проєкту "Твоя Країна fest", який об'їхав сім міст: Коростень (Житомирська область), Чернігів, Мукачево, Шостка (Сумська область), Бердянськ (Запорізька область), Скадовськ (Херсонська область), Чорноморськ (Одеська область). 
Разом зі Студентською радою при Міністерстві інформаційної політики України встановили Всеукраїнський рекорд з безперервного читання української поезії.

##### Борщ-Марафон
Організатор та автор ідеї Всеукраїнського заходу «Борщ-Марафон», де, в рамках події встановлено Рекорд України з різноманіття приготування Борщів з різних регіонів.

##### Українські амазонки
«Українські амазонки» – унікальний проект, під час якого на подіум у вбраннях від сучасних вітчизняних дизайнерів вийшли жінки: волонтерки, журналісти та військові, які боронять Україну пліч-о-пліч з чоловіками.Цей проект вже відбувся у Києві, Львові та Дніпрі.  Проект об’єднує популяризацію ідентичності українців через вишиванку, цінностей українців та Збройних Сил України.  Захід відвідали: керівництво держави, народні депутати, міжнародні дипломати, українські та іноземні ЗМІ.

##### Запроси мене з війни
«Запроси мене з війни» – проект, де 20 пар захисників: Українських амазонок та Українських захисників, які зійшлись у танці, аби переконати всіх у мужності та силі духу українських воїнів. Кожен танець – історія з війни, пережита героями. Проект також націлений на психологічну реабілітацію військових, адже повернутися з війни психологічно важче, аніж підготуватися до неї.Захід відвідали: керівництво держави, народні депутати, міжнародні дипломати, українські та іноземні ЗМІ.    

##### Характерник
Мистецький мультимедійний захід, у якому взяли участь 14 військових із 14 регіонів України. Мета заходу - показати військових, підкресливши їх ідентичні коди українця, дух характерництва.

##### Молодіжний конгрес: українська ідентичність та її промоція у світі
Ініціаторка проведення Молодіжного конгресу ідентичності під егідою Молодіжної ради при МЗС. Захід зібрав 100 учасників, молодих людей 18-35 в офлайн форматі та понад 2000 учасників з усієї України в онлайн форматі. Під час конгресу спікери: державні та політичні діячі, депутати, інфлюенсери, молодіжні працівники обговорювали маркери української ідентичності та важливість об’єднання молоді та українців у часи війни.

##### Цифрова політична освіта для молоді
Марина Кобилинська виступила ініціаторкою створення, ведучою, та комунікаційною менеджеркою освітнього серіалу для молоді, який було створено для платформи Дія.Освіта. У цьому серіалі українські політики та державні діячі розповіли як створюються та просуваються політичні ініціативи, формуються державні іміджі та бренди. А також як молоді люди можуть брати участь в ухваленні політичних рішень і будувати кар’єру в державному управлінні навіть без великого досвіду.

## Сюжети та коментарі
- Варто перетворювати на шоу. Кобилинська про збереження культурних традицій
- Як правильно збирати Великодній кошик
- Марина Соботюк про рік української мови.
- Майстер клас з ліплення вареників для іноземних ЗМІ
- У центрі Києва проходить мистецький захід «Характерник»
- У Києві “українські амазонки” вийшли на подіум
- Українська їжа як «м’яка сила» у ЄС, або чому Клопотенко повіз кутю до Брюсселя
- У Німеччині готували «Український борщ єднання»
- Марина Соботюк: “На українській землі мають зростати українські зерна”
- Інтерв’ю з Мариною Соботюк – дослідницею культури, засновницею українського бренду одягу та YouTube-програми
- Jerry Heil та Марина Соботюк про традиції Щедрого вечора для Сніданку. Вихідний
- Японська художниця Нацуме, яка малює українських військових в стилі манги, приїхала в Україну
- Серіал "Цифрова політична освіта для молоді"